# Serravalle (Zwitserland)
Serravalle is een gemeente in het Zwitserse district Blenio dat behoort tot het kanton Ticino. Serravalle heeft 2.089 inwoners.

## Geschiedenis
Serravalle is een fusie gemeente ontstaan op 1 april 2012 uit de gemeenten Malvaglia, Semione en Ludiano.

## Geografie
Serravalle heeft een oppervlakte van 96.92 km² en grenst aan de buurgemeenten Acquarossa, Biasca, Blenio, Bodio, Faido, Hinterrhein, Mesocco, Pollegio en Rossa.
Serravalle heeft een gemiddelde hoogte van 389 meter.

## Wapen
De blazoenering van het wapen luidt als volgt: In Rot gelbe Mauer mit runder Toröffnung, rechts in drei Stufen abfallend, jede Stufe überhöht von schmaler gelber Schindel, im linken obereck gelbe Kugel.

## Politiek
In de gemeenteraad van Serravalle is de Christendemocratische Volkspartij met 25,3 procent de grootste partij, daarna de Vrijzinnig Democratische Partij.De Liberalen met 25,1 procent, de Sociaaldemocratische Partij van Zwitserland met 17,8 procent, de Burgerlijk-Democratische Partij met 9,4 procent, de Groene Partij van Zwitserland met 3,6 procent, de Zwitserse Partij van de Arbeid met 0,7 procent en de kleinere partijen en de overige 18 procent van de zetels.